# Zaglossus robusta
Zaglossus robusta es una especie extinta de mamífero monotrema datado entre el Plioceno Superior y el Pleistoceno Superior.
Se conoce exclusivamente por un hueso que hace presumir una longitud aproximada de 65 cm.